# Acertijo del lobo, la cabra y la col
El acertijo del lobo, la cabra y la col es un popular juego de lógica. Se sabe que existe al menos desde el siglo VIII —presente en el problema 18 de la obra Propositiones ad acuendos juvenes de Alcuino de York— y que forma parte del folclore de un gran número de grupos étnicos.

## granjero
Un día, un granjero fue al mercado y compró un lobo, una cabra y una col. Para volver a su casa tenía que cruzar un río. El granjero 
dispone de una barca para cruzar a la otra orilla, pero en la barca solo caben él y una de sus compras.
Si el lobo se queda solo con la cabra se la come, si la cabra se queda sola con la col se la come.
El reto del granjero era cruzar él mismo y dejar sus compras a la otra orilla del río, dejando cada compra intacta. ¿Cómo lo hizo?

## Solución
El primer paso es llevar la cabra a través del río, ya que de otro modo la cabra o la col serían devoradas. Cuando el granjero vuelve a la orilla original, puede elegir entre llevar al lobo o la col al otro lado. Si lleva al lobo, deben volver luego para llevar la col, entonces el lobo se comería a la cabra. Si lleva la col al otro lado, necesitará volver para coger al lobo, entonces la col sería comida. Aquí se encuentra el dilema, se resuelve llevando el lobo (o la col) en la barca y trayendo de vuelta a la cabra. Ahora podemos llevar la col (o el lobo), dejando la cabra y, finalmente, volver a buscar la cabra.
La solución se resume de la siguiente manera:
1. Deja a la cabra al otro lado
2. Vuelve
3. Deja al lobo en el otro lado
4. Regresa con la cabra
5. Deja la col en el otro lado
6. Vuelve
7. Deja la cabra al otro lado

De modo, que hay siete pasos: cuatro hacia la derecha y tres hacia la izquierda.

## Historia y variaciones
Este acertijo es una forma parte de los denominados “puzzles de cruzar el río”, en los que el objetivo es mover una serie de objetos al otro lado del río siguiendo una serie de normas.
La aparición más temprana de este problema es en el manuscrito medieval  Propositiones ad Acuendos Juvenes, los tres objetos son un lobo, una cabra y una col. Existen variaciones de este acertijo siendo los objetos un lobo, una oveja y una lechuga, una cabra, una oveja y un repollo;;, p. 26 un zorro, una gallina y unas semillas; un zorro, un ganso y una mazorca de maíz y una pantera, un cerdo  y unas gachas.  La lógica del acertijo sigue siendo la misma: hay un animal o vegetal que no puede quedar a solas con cualquiera de los otros.
Este acertijo ha formado parte del folclore de los afroamericanos, Camerún, Cabo Verde,  Dinamarca, Etiopía, Ghana, Italia, Rusia, Rumania, Escocia, Sudán, Uganda, Zambia y Zimbabue., pp. 26–27; En algunos lugares de África, se han encontrado variaciones del juego en las cuales la barca no puede llevar dos objetos simultáneamente, si no sólo uno., p. 27.
Este acertijo era uno de los favoritos de Lewis Carroll, y ha sido incluido en varios de sus libros de matemática recreativa., p. 26.
El acertijo también ha sido parodiado en el episodio Gone Maggie Gone de la temporada número 20 de la serie de animación Los Simpson. En él, Homer debe cruzar un río con Maggie, Santa's Little Helper y un veneno para ratas. No puede dejar al perro con Maggie, porque podría morderla, ni a Maggie con el veneno, o se lo tomaría. Al final, Homer logra resolver el acertijo, pero cuando lo pone en marcha le sale mal porque cuándo deja a Maggie sola se la llevan unas monjas.